# Zaarouria
Zaarouria là một đô thị thuộc tỉnh Souk Ahras, Algérie. Dân số thời điểm năm 2002 là 10.665 người.